# Culture bretonne

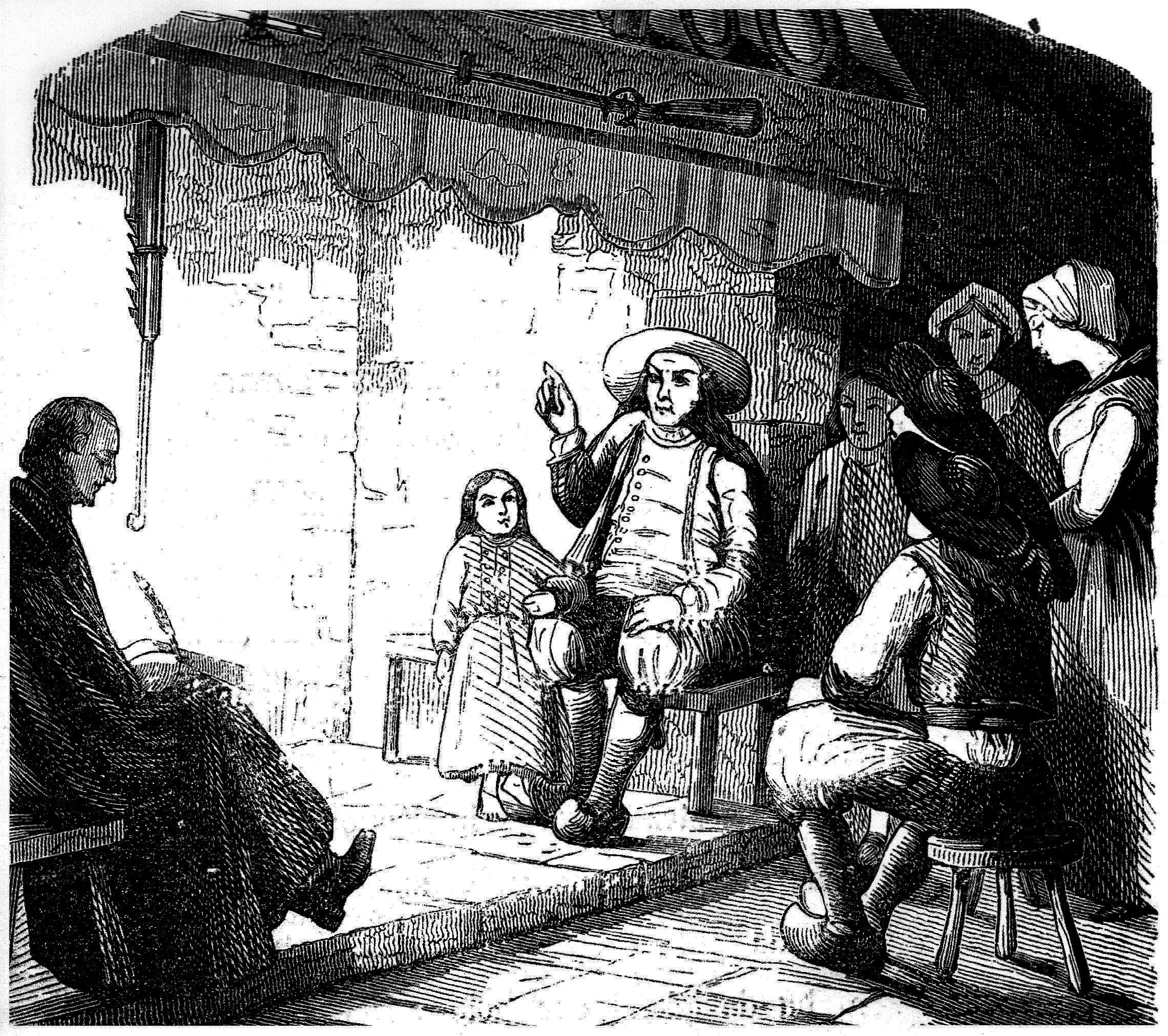
La Villemarqué, auteur du Barzaz Breiz, à 30 ans transcrivant une chanson.

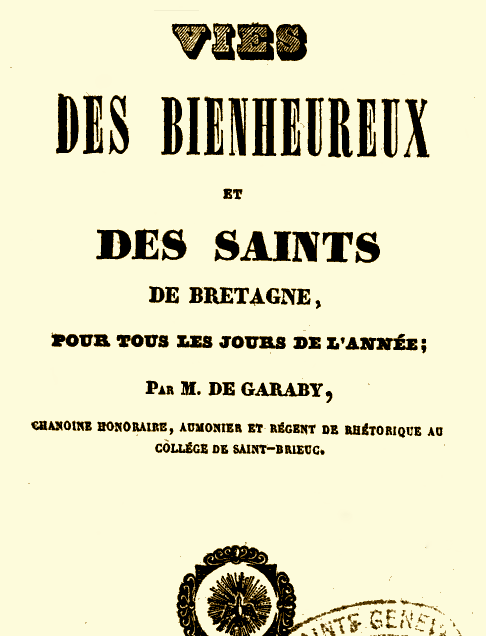
Page de garde du livre la vie des bienheureux et des saints de Bretagne, pour tous les jours de l'année de Malo-Joseph de Garaby.

 (juin 2024).
Motif : Très mal sourcé, contours mal définis, style non encyclopédique
La culture bretonne recouvre l'ensemble des pratiques culturelles de Bretagne, qu'elles soient d'origine celtique ou d'origine romane.

## Langues

### Langue bretonne
Le breton est une langue celtique qui, avec le cornique et le gallois, appartient au groupe des langues brittoniques encore parlées. La langue bretonne s'est implantée dans l'ouest de l'Armorique à la suite de l'arrivée de populations brittoniques au début du haut Moyen-Âge.

#### Éditeurs en langue bretonne
- Al Liamm
- Bannoù-Heol
- An Alarc'h
- Mouladurioù Hor Yezh
- Sav-Heol
- Keit vimp bev
- ABER, revue littéraire et éditeur

#### Radios en langue bretonne
- Radio Kreiz Breizh
- Arvorig FM
- Radio Kerne
- Radio Bro Gwened

### Langue gallèse
Le gallo est une langue d'oïl dont les locuteurs se situent principalement en Haute-Bretagne. En 2004, elle a été reconnue conjointement   « langues de Bretagne » par le conseil régional de Bretagne. Cependant, contrairement au breton, le gallo ne bénéficie pas d'une longue tradition de défense et de protection. Elle est d’ailleurs considérée comme sérieusement en danger par l'Unesco et fait aujourd’hui l'objet d'études universitaires et d'efforts de standardisation et de préservation.

## Symboles
- hermine
- triskell
- croix celtique
- kroaz du
- Saint Yves, et la Fête de la Bretagne
- Bzh, signifiant Breizh (Bretagne).

### Drapeaux
- Le Gwenn ha Du, littéralement « Blanc et Noir » en breton, le drapeau à bandes avec des hermines en canton, est de facto le drapeau et le pavillon actuel de la région Bretagne et de la province historique de Bretagne.
- Le Kroaz du, littéralement « Croix noire » en breton, est l'un des drapeaux utilisés par les Bretons depuis le Moyen Âge. Avec les bannières ducales, c'est un des plus anciens drapeaux bretons connus.

## Littérature
- Un article entier est consacré à la Littérature bretonne
- Littérature en breton

## Contes et légendes
Légendes locales ou grands thèmes communs à tous les pays bretons et plus largement à l'Europe de l'ouest, tous nourrissent profondément l'imaginaire des gens. Les contes bretons font appel à un bestiaire important : korrigans, morgans, fées, Ankou, lavandières de nuit, etc.
En conte et légende de Bretagne nous pouvons citer par exemple:[style à revoir]
- Anaon
- Azenor et le Château de Brest
- Bugul Noz
- Fontaine de Barenton
- Katell Kollet
- Lavandière de la nuit
- Mona et les Morgans
- Ys

La matière de Bretagne, dont les plus anciennes traces littéraires sont dans les Lais de Marie de France, par exemple, « le lai du laostic » (parle d'un rossignol, breton moderne, eostig), sont populaires en Bretagne.

## Arts
La Bretagne a inspiré de très nombreux artistes au cours des siècles, dont les plus célèbres appartiennent à la fameuse école de Pont-Aven, comme Paul Gauguin, Emile Bernard, Paul Sérusier, Maxime Maufra ou encore les peintres impressionnistes comme Claude Monet qui réalisa de nombreuses toiles de Belle-Île-en-Mer au XIXe siècle. Du XXe siècle jusqu'à la période contemporaine, la Bretagne est aussi source d'inspiration pour des artistes comme Bernard Buffet, Jean Carzou ou Émile Rocher. 
- Liste de peintres bretons
- Seiz Breur

### Sculpture
Entre statue en bois, d'objets d'argile, de plâtre ou de cire, la bretagne offre une diversité de sculpture qui raconte l'héritage de toute une région. Ces éléments artistiques apportent des éléments sur la culture bretonne à travers les époques et évoque des investigations archéologiques[pas clair] en s'appuyant sur leur savoir-faire.
Dans la sculpture bretonne, l'on retrouve généralement des statues religieuses conservées dans les églises, chapelles, associations conventuelles, espaces publics, musées laïcs et religieux mais aussi dans des collections privées. En effet, les artisans bretons sont dotés d'une bonne connaissance des proportions anatomiques, ils savent animer les mouvements des habits traditionnels, puis apporter des précisions sur les expressions du visage retravaillées à la peinture[réf. souhaitée].
Globalement, la sculpture bretonne est diversifiée et originale. Cependant, la sculpture bretonne reste principalement de la statuaire religieuse accessible dans les lieux publics[réf. souhaitée].

### Musique et chant
Une musique qui fait la fierté de toute la région, qu'elle soit de type classique (musique traditionnelle, musique celtique...) avec des bagadoù, des groupes de fest-noz et des chanteurs comme Alan Stivell, Tri Yann, Gilles Servat, Denez Prigent ou moderne (rock celtique, rap breton, pop celtique) comme Matmatah, Red Cardell, Pat O'May,  Manau, Gwennyn.

### Danse
Ce que l'on appelle aujourd'hui « danse bretonne » est constitué de l'ancienne danse traditionnelle pratiquée par les milieux paysans de Bretagne jusque dans l'entre-deux-guerres. Elles font l'objet, en Bretagne, d'une pratique de masse depuis 1970, elles sont mises en valeur, en Bretagne et au-delà, par l'existence de nombreux groupes amateurs spécialisés, dénommés le plus souvent cercles celtiques. Il existe aussi des ateliers de danses bretonnes dans des centres culturels.
La grande majorité des danses, surtout les plus anciennes, sont des danses de groupe, en rond ou en cortège. Cependant des danses-jeux existent ou ont été importées : galop nantais, jilgodenn, an-dro retourné, etc.

### Cinéma
« La Bretagne, pour les cinéastes du début du [XXe] siècle, ce sont de rudes paysages s’abîmant dans les falaises battues par la mer qui semblent inviter à la chute (et l’on ne compte pas les films où, volontairement ou non, les personnages sont précipités au bas des rochers par le désespoir ou l’imprudence). C’est aussi l’opposition sans cesse redite entre le marin et le terrien, la mythologie du départ de l’homme en mer et de son corollaire, l’infidélité de celle qui reste et qui ne sait pas l’attendre… Que l'opposition soit souvent établie dans ces films entre la fruste existence des gens ordinaires et une autorité morale incarnée par une aristocratie qui survit dans tous ses droits en province n'a rien pour surprendre ». À partir de la Première et surtout de la Seconde Guerre mondiale, les cinéastes cherchent à s'inscrire dans une Bretagne plus authentique en se documentant mais la région reste d'abord une terre de décors et la filmographie bretonne présente un net déséquilibre entre l'Armor et l'Argoat. Les lieux de tournage délaissent la Bretagne intérieure agricole ou industrielle au profit de la Bretagne maritime marquée par le développement du tourisme balnéaire.
Une fraction des milieux ecclésiastiques comprend rapidement l'intérêt du cinéma, dans une explicite perspective de renouvellement pastoral. L'Église développe des salles paroissiales (cinéma né souvent à l'intérieur des patronages dans les quartiers périphériques, les petites villes, voire les bourgades rurales à la suite de l'électrification des campagnes) et devient un acteur à part entière de la diffusion de masse de la culture. Le cadre traditionnel paroissial et diocésain se révèle vite trop étroit : des unions diocésaines se fédèrent en union régionale avec la Fédération des associations de cinéma de l'Ouest (FACO) créée en 1935, transformée en 1949 en coopérative catholique, le Groupement des Associations Familiales de l'Ouest (GASFO), chargé d'assurer la programmation des films en fonction de la cotation morale catholique. Le succès populaire entraîne une véritable explosion des salles paroissiales : le réseau du GASFO d'une densité inégalée ailleurs en France, spécialement en milieu rural, atteint 320 salles en 1958, à l'apogée de cette organisation puissante qui dépasse alors le réseau des salles commerciales des distributeurs nationaux et celui des amicales laïques traditionnelles regroupées dans l'Office régional du Cinéma Éducateur de la Ligue de l'enseignement. Jusque dans les années 1960 qui inaugurent la crise du cinéma de patronage, ces salles sont le théâtre d'une sociabilité particulière et une efficace source de financement pour les autres œuvres paroissiales, en particulier pour remplir les caisses des œuvres de jeunesse et des écoles privées. En 1965, le GASFO se transforme en un holding, la SOREDIC (Société Rennaise de Diffusion Cinématographique en 1968) qui ralentit le déclin des salles en zone rurale ou dans les petites villes en maintenant les plus rentables, en fédérant des salles associatives (anciens cinémas paroissiaux qui s'appuient désormais sur les municipalités) et des salles gérées par des exploitants indépendants adhérents, pour lesquelles elle propose une programmation commerciale qui s'adapte aux désirs du nouveau public. La SOREDIC se développe sur le marché fructueux des complexes cinématographiques dans les centres des grandes villes, principalement dans les agglomérations du littoral.
Depuis l'invention du cinéma, plus de 250 films ont été tournés en Bretagne. Le premier film a été projeté en 1896 : « les pêcheurs du port de Concarneau » par les frères Lumière. La commune du Locronan a accueilli notamment le tournage des Trois Mousquetaires en 1921, les Chouans de Philippe de Broca ou Tess de Roman Polanski, grâce à la partie historique de son village.

### Gastronomie
La cuisine bretonne est très variée avec des origines diverses entre chaque plat (fruit de mer, viande, fruit.. ), et les crêpes bretonnes ont fait la renommée de toute la région.

## Traditions
(juin 2024).
Si vous disposez d'ouvrages ou d'articles de référence ou si vous connaissez des sites web de qualité traitant du thème abordé ici, merci de compléter l'article en donnant les références utiles à sa vérifiabilité et en les liant à la section « Notes et références ».
Les Bretons ont beaucoup de traditions comme les pardons. Ce sont des événements de très grande importance en Bretagne. Cérémonies religieuses séculaires durant lesquelles les gens marchent en procession, vers l’Église ou la chapelle, pour demander pardon pour leurs fautes.
Pour les touristes, le plus attrayant dans les pardons sont les costumes. Ce sont des signes d'identification à des pays ou terroirs. Ces costumes ne sont plus portés qu'à l'occasion des fêtes publiques. Une des caractéristiques les plus remarquables est la variété des coiffes féminines, sortes de bonnets en dentelle destinés à retenir et à cacher les cheveux.
Les festou-noz, une fête de nuit de la culture bretonne où les amateurs de danses bretonnes se retrouvent, toutes générations confondues. Ils ont été classés par l'UNESCO comme élément du patrimoine culturel immatériel breton, ils réunissent un ensemble d'éléments de la culture bretonne : le répertoire chanté, la pratique instrumentale, les danses et une dimension sociale liée à une convivialité partagée entre générations.

## Attachement des Bretons à leur culture
Lors des fusions de communes décidées en 2016-2017, plusieurs nouvelles communes créées par fusion de communes aux noms bretons ou gallo traditionnels sont baptisées de noms francisés (Évellys, Val-d'Oust, Beaussais-sur-Mer, Les Moulins...), menant à une action collective par saisie du conseil culturel de Bretagne, et à une réponse de Jean-Yves Le Drian.

## Organismes de référence sur la culture bretonne
Depuis 1981, l'Institut culturel de Bretagne, issu d'une concertation entre l'État et les représentants des associations culturelles bretonnes est un acteur majeur pour la défense et la promotion de la culture bretonne. Mais l'Institut Culturel (Skol-uhel ar vro en breton) n'est plus la seule association dont les buts sont de promouvoir la culture bretonne. Il y a depuis 2012, Bretagne Culture Diversité (BCD) qui capte une grande partie des subventions régionales et aussi le Conseil culturel de Bretagne, une association qui a été institutionnalisée  et dont les membres, nommés par le Conseil régional de Bretagne, conseillent les élus de la région. D'abord financé majoritairement par l'État, puis, par la Région Bretagne, l'Institut culturel est financé aujourd'hui par la région, principalement pour organiser tous les ans la remise du Collier de l'Hermine. Ce collier est remis tous les ans à des acteurs importants de la culture bretonne ou à des personnalités qui ont fait rayonner ce territoire.